# 四加亭
四加亭（又名）是位于马来西亚柔佛州峇株巴辖县的小镇之一。
四加亭并不是一个水乡，但她却拥有超过二十座桥梁，这些桥梁虽不雄伟，但对小镇的居民来说，当中的特别外人无法体会。

## 地理位置
四加亭為马来西亚位于柔佛州峇株巴辖县之一小镇，位于居銮-峇株巴辖路之间，峇株巴辖市东南部、亞依淡西北部和永平西部。
四加亭距离峇株吧辖市约13公里，距离中马的吉隆坡约250公里，距离南马的新山则约有90公里。如果你从峇株吧辖驱车南下，若不向左边多加留意，你将忽略了这小镇的存在；她横接笔直的居銮路，或许只有路旁的警署，是她最明显的路标。

## 命名由来
这个名称的起源可以追溯到苏丹易卜拉欣年轻时，他曾狩猎至此，成功猎获一头巨象，象牙色泽华美无比，殿下以『华美的象牙』赐名此地。

## 交通
联邦50号公路贯穿四加亭，西南方向可前往峇株巴辖，东北方向可前往亚依淡和进入南北大道南段。

## 国会与州议会席位

### 国会下议院
四加亭在国会下议院有同名的国会议席。

### 州议会
四加亭在柔佛州议会属于巴力拉惹州议席的范围。

## 知名人物
- 沈顺铭：马来西亚汽车媒体iGarage创办人[1]